# Konec starých časů (film)
Konec starých časů je český barevný film natočený v roce 1989 režisérem Jiřím Menzelem podle stejnojmenné knihy Vladislava Vančury.
Děj se odehrává v prvních letech samostatného Československa, kdy se novými majiteli původně šlechtických sídel stávali novodobí zbohatlíci. Na jeden z nich přijíždí údajný ruský kníže, který (ovšem jen dočasně) zaujme všechny přítomné.

## Herecké obsazení
- Josef Abrhám – kníže Alexej
- Marián Labuda – Stoklasa
- Jaromír Hanzlík – Spera
- Rudolf Hrušínský – Jakub Lhota
- Jan Hartl – Pustina
- Jan Hrušínský – Jan Lhota
- Jiří Adamíra – Kotera
- Josef Somr – Charousek
- Barbora Leichnerová – Michaela
- Chantal Poullain – Suzanne
- Alice Dvořáková – Ellen
- Tereza Chudobová – Kitty
- Ljuba Krbová - klicnice Cornelie
- Jan Novák – Marcel
- Stella Zázvorková – Františka
- František Řehák – Rychtera
- Pavel Zvarič – Vanya